# Lucille Roybal-Allard
Lucille Roybal-Allard, född 12 juni 1941 i Los Angeles County, Kalifornien, är en amerikansk demokratisk politiker. Hon är ledamot av USA:s representanthus sedan 1993. Fadern Edward R. Roybal var kongressledamot 1963–1993.
Roybal-Allard utexaminerades 1965 från California State University. Hon var sedan verksam inom PR-branschen. Hon var ledamot av California State Assembly, underhuset i delstatens lagstiftande församling, 1987–1992.
Roybal-Allard blev invald i representanthuset i kongressvalet 1992. Hon har omvalts åtta gånger.
Roybal-Allard är katolik. Hon är gift med Edward T. Allard, III.